# Cletocamptus affinis
Cletocamptus affinis är en kräftdjursart som beskrevs av Andreas Kiefer 1957. Cletocamptus affinis ingår i släktet Cletocamptus och familjen Cletodidae.

## Underarter
Arten delas in i följande underarter:
- C. a. mongolicus
- C. a. affinis